# Franciszek Zachariasiewicz
Franciszek Ksawery Abgaro Zachariasiewicz (ur. 1 grudnia 1770 w Stanisławowie, zm. 12 czerwca 1845 w Przemyślu) – Ormianin, duchowny katolicki (początkowo obrządku ormiańskiego, następnie rzymskokatolickego), rektor uniwersytetu we Lwowie w latach 1825–1826, biskup diecezjalny tarnowski w latach 1836–1840, biskup diecezjalny przemyski w latach 1840–1845.

## Życiorys
Urodził się 1 grudnia 1770 w Stanisławowie w rodzinie ormiańskiej. Był synem Zachariasza Abgarowicza. Kształcił się w gimnazjum jezuickim w Stanisławowie, a następnie odbył studia filozoficzno-teologiczne na uniwersytecie we Lwowie. Na prezbitera został wyświęcony w obrządku ormiańskim 9 sierpnia 1795 we Lwowie przez miejscowego arcybiskupa Jakuba Waleriana Tumanowicza. Dalsze studia odbył również na lwowskim uniwersytecie i w 1797 uzyskał doktorat z teologii.
W 1795 pracował jako wikariusz przy katedrze ormiańskiej we Lwowie. W 1806 został ustanowiony kanonikiem gremialnym ormiańskiej kapituły we Lwowie oraz asesorem konsystorza. W 1812 cesarz Franciszek I nadał mu oficjalną nobilitację. W tym samym roku w związku z ograniczeniem przez władze austriackie liczby duchownych obrządku ormiańskiego i przeznaczeniem dla nich niskich uposażeń zmienił obrządek na rzymskokatolicki i został inkardynowany do archidiecezji lwowskiej. Od 1816 zasiadał w kapitule metropolitalnej lwowskiej obrządku łacińskiego, w 1831 został jej kustoszem. W latach 1833–1834 i w 1835 pełnił funkcję wikariusza kapitulnego archidiecezji lwowskiej.
Na uniwersytecie lwowskim od 1797 prowadził wykłady z historii Kościoła, zaś w latach 1806–1827 z prawa świeckiego. W 1800 został profesorem nadzwyczajnym, a w 1802 profesorem zwyczajnym. W 1805 uzyskał nominację na profesora Uniwersytetu Jagiellońskiego, której nie przyjął. W latach 1826–1827 piastował urząd rektora uniwersytetu we Lwowie, a w 1831 dyrektora studium teologicznego. Publikował prace z zakresu historii Kościoła i prawa kanonicznego. W 1819 został członkiem honorowym Towarzystwa Naukowego Krakowskiego.
2 września 1835 cesarz Ferdynand I nominował go na urząd biskupa diecezjalnego diecezji tarnowskiej. Papież Grzegorz XVI prekonizował go na to stanowisko 1 lutego 1836. Święcenia biskupie otrzymał 24 kwietnia 1836. Konsekrował go Franciszek de Paula Pisztek, arcybiskup metropolita lwowski, w asyście Michała Lewickiego, arcybiskupa lwowskiego obrządku bizantyjsko-ukraińskiego, i Samuela Cyryla Stefanowicza, arcybiskupa lwowskiego obrządku ormiańskiego. Ingres do katedry tarnowskiej odbył 12 maja 1836. Podczas jego rządów w diecezji ukończono budowę gmachu seminarium duchownego i otwarto w nim studia filozoficzno-teologiczne, zapoczątkował w diecezji nabożeństwo Gorzkich żali i rozmieszczanie w kościołach stacji drogi krzyżowej, troszczył się o ujednolicenie liturgii i podniesienie poziomu śpiewu w parafiach, zalecał tworzenie bibliotek parafialnych i rozbudowywanie szkół. Ze względu na treść i przystępną formę wypowiedzi był cenionym mówcą i kaznodzieją.
16 marca 1840 Ferdynand I przeniósł go na urząd biskupa diecezjalnego diecezji przemyskiej, co Grzegorz XVI potwierdził 13 lipca 1840. Rządy w diecezji objął 11 października 1840. Jako ordynariusz wspierał seminarium duchowne oraz ruch abstynencki.
W 1840 konsekrował biskupa diecezjalnego tarnowskiego Józefa Grzegorza Wojtarowicza, a w 1841 asystował podczas sakry biskupa pomocniczego lwowskiego obrządku bizantyjsko-ukraińskiego Grzegorza Jachimowicza. W 1843 nadano mu tytuł rzeczywistego tajnego radcy cesarskiego.
Zmarł 12 czerwca 1845 w Przemyślu. Został pochowany w krypcie miejscowej katedry. W tej katedrze znajduje się poświęcone mu epitafium.
Jego stryjeczną wnuczką była działaczka narodowa Zofia z Abgaro-Zachariasiewiczów Voglowa, a stryjecznym prawnukiem dziennikarz Stanisław Zachariasiewicz.